# 道央
道央（日语：／ Dōō */?）是指日本北海道的中央地區，其範圍沒有正式定義，但一般認為包含以下五個振興局。
- 石狩振興局
- 空知綜合振興局
- 後志綜合振興局
- 日高振興局
- 膽振綜合振興局